# Robbie Vandaele
Pour les articles homonymes, voir Vandaele.
Robbie Vandaele (né le 27 avril 1972 à Torhout,) est un coureur cycliste belge, principalement dans les années 1990. Son grand frère Erwin a lui aussi été coureur cycliste.

## Biographie
En 1990, Robbie Vandaele termine sixième du championnat de Belgique sur route juniors (moins de 19 ans). Quatre ans plus tard, il s'impose sur la Course des chats. Il obtient par ailleurs diverses places d'honneur sur des étapes du Tour des Régions wallonnes et du Tour de Normandie.
En septembre 1994, il devient stagiaire au sein de l'équipe Lotto. Il évolue ensuite au niveau professionnel entre 1995 et 1998 au sein des équipes Palmans puis Ipso-Euroclean. Durant cette période, il s'illustre principalement dans sur le territoire belge en remportant sept kermesses, dont le Stadsprijs Geraardsbergen et la Circuit du Houtland. Il s'impose par ailleurs sur une course par étapes espagnole en 1996.
Après sa carrière sportive, il devient peintre indépendant. Il dirige une entreprise à Oostduinkerke en compagnie de sa femme Dorinda Monballiu.

## Palmarès

### Palmarès amateur
- 1992
  - 3e du Championnat des Flandres amateurs
- 1993
  - 2e de Zellik-Galmaarden
- 1994
  - Course des chats
  - Antwerp Tour
  - 3e de Bruxelles-Zepperen

### Palmarès professionnel
| - 1994 - 2e du Textielprijs Vichte - 1995 - 2e du Grand Prix du 1er mai - 3e de l'Omloop der Vlaamse Ardennen - 1996 - Prueba Challenge Costa Brava : - Classement général - 1re et 3e étapes - 2e de la Wingene Koers - 2e du Stadsprijs Geraardsbergen - 3e du Tour de la Haute-Sambre - 3e du Prix national de clôture | - 1997 - Flèche côtière - Stadsprijs Geraardsbergen - Zwevezele Koers - Omloop Van de Gemeente - Circuit du Houtland - 2e de la Flèche hesbignonne - 2e du Grand Prix Lucien Van Impe - 2e de l'Izegem Koers - 3e de la Puivelde Koerse - 3e du Mémorial Rik Van Steenbergen |